# The Girl Who Knew Too Much (film din 1969)
The Girl Who Knew Too Much este un film din 1969 regizat de Francis D. Lyon. Este ultimul film al regizorului produs pentru United Pictures Corporation.

## Prezentare
Un camion cu cadavrul unui lider de bandă intră într-un club de noapte din California, deținut de Johnny Cain. Banda amenință să-l omoare pe Johnny, dacă nu rezolva crima. Între timp, și CIA investighează - pentru că se dovedește că omorul a fost parte dintr-un plan comunist de lungă durată pentru preluarea sindicatului crimei. Căutarea lui Cain după indicii îl duce într-un labirint de fete frumoase, statui orientale misterioase și spioni ucigași. 

## Distribuție
- Adam West - Johnny Cain
- Nancy Kwan - Revel Drue
- Nehemiah Persoff - Lieutenant Miles Crawford
- Buddy Greco - Lucky Jones
- Robert Alda - Kenneth Allandice
- David Brian - Had Dixon
- Patricia Smith - Tricia Grinaldi
- Weaver Levy - Wong See
- John Napier - Danny Deshea
- Lisa Todd - Sugar Sweet

## Legături externe
- The Girl Who Knew Too Much la Internet Movie Database
- The Girl Who Knew Too Much la TCM Movie Database
- The Girl Who Knew Too Much la Allmovie

## Vezi și
- Listă de filme americane din 1969
- United Pictures Corporation